# Brána v Dlouhé
Brána v Dlouhé (Černá branka, Odraná) je zaniklá brána pražského opevnění, která stála v Praze 1-Starém Městě v ústí ulice Dlouhá. Severně od ní stála v městském opevnění brána svatého Františka a jižně brána svatého Benedikta.

## Historie
Ulice Dlouhá byla ve staroměstských hradbách zakončena branou, kterou již v 16. století nazývali „Odranou“ pro její sešlost stejně jako bránu v Celetné. Po výstavbě Nového Města a jeho fortifikace se stalo staroměstské opevnění nepotřebné a časem zanedbané. Roku 1521 dovolili Staroměstští řezníku Říhovi, aby si v prázdné bráně zřídil byt s podmínkou, kdyby město bránu potřebovalo, aby ji obci vrátil.
Černá branka (brána v Dlouhé) stála před domem č. 726-51, vedlejší rohový dům č. 725-53 býval zván „Branka“.
Archeologické stopy
V domě čp. 727/41 U Tří jetelových lístků byl nalezen zbytek brány. Další její pozůstatky bývaly u domu čp. 723/I při severní části kolejní zahrady, ke kterému přiléhala hranolová věž spojená s bránou (zbořeno).